# Sabakor jezici
Sabakor jezici, malena podskupina transnovogvinejskih jezika koja je tek nedavno izdvojena iz skupine asmat-kamoro. Govore se na indonezijskom dijelu otoka Nova Gvineja s poluotoka Bomberai. Ukupno oko 2.500 govornika. Skupinu Asmat-Kamoro čine s podskupinama koje su također od nje bile izdvojene kao posebne podskupine, to su: asmatski (6) jezika; Diuwe (1) istoimeni jezik; Kamoro (1) istoimeni jezik; i Sempan (1) istoimeni jezik.
Njezina dva predstavnika su:
- Buruwai ili Asianara, Asienara, Karufa, Madidwana, Sabakor, Sebakoor [asi], 1.000 (2000).
- Kamberau ili Iria, Kamkbrau, Kamrau [irx], 1.570 (1993 R. Doriot).

## Vanjske poveznice
- Asmat-Kamoro, Ethnologue (14th)
- Asmat-Kamoro, Ethnologue (15th)